# Ghiacciaio del Tour
Il ghiacciaio del Tour è un ghiacciaio situato sul lato francese delle Alpi del Monte Bianco (Alpi Graie).
Salendo la valle dell'Arve (la valle di Chamonix) è l'ultimo ghiacciaio della valle. Si trova sopra il villaggio Le Tour ed ai piedi dell'aiguille du Tour.